# یوشیدا، شیزوئوکا
یوشیدا، شیزوئوکا (به لاتین: Yoshida, Shizuoka) یک منطقهٔ مسکونی در ژاپن است که در Haibara District واقع شده‌است. یوشیدا ۲۰٫۸۴ کیلومترمربع مساحت و ۲۹٬۱۱۷ نفر جمعیت دارد.